# Kissa Sins

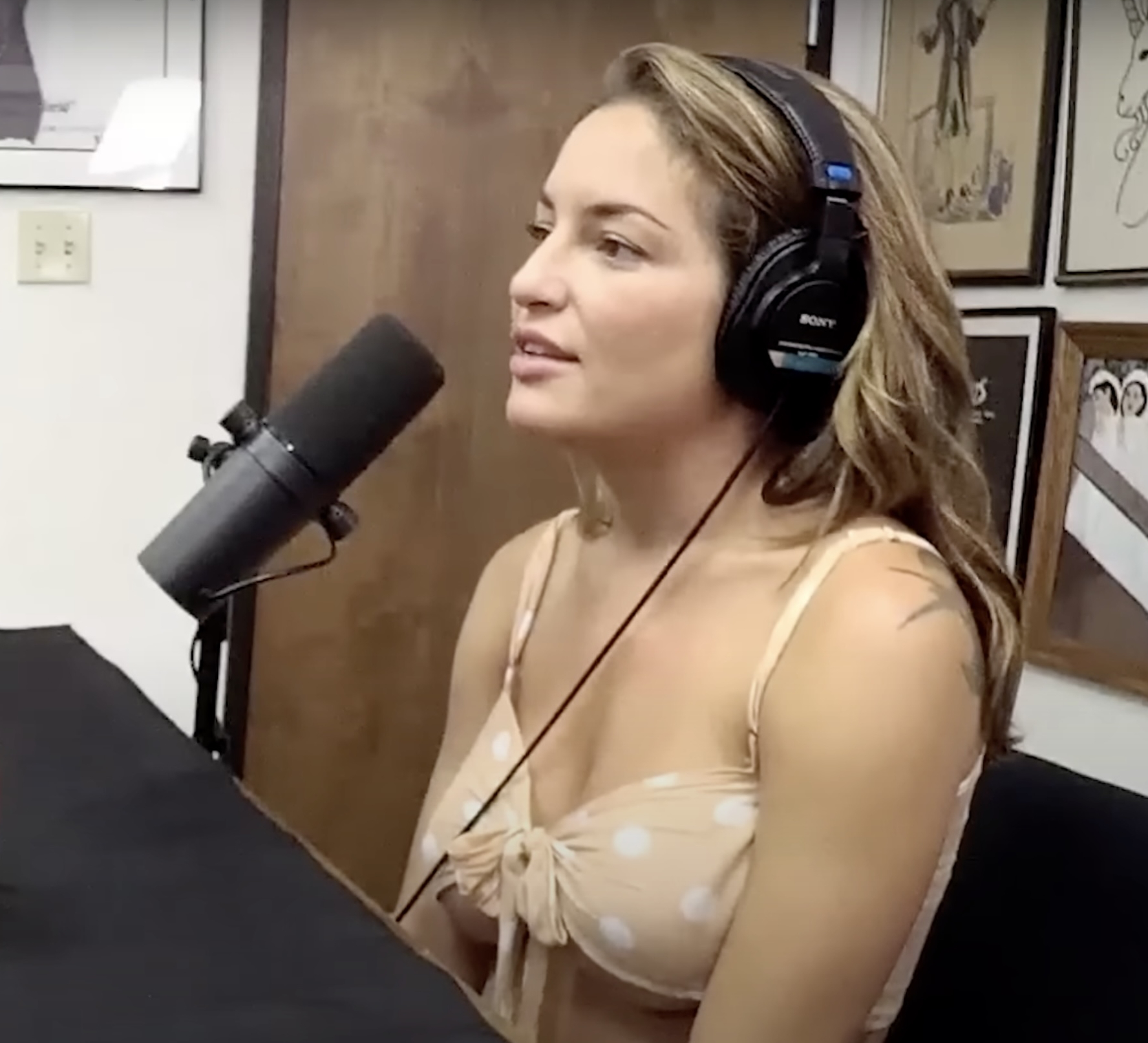
Kissa Sins, 2022

Kissa Sins (* 22. Juni 1987 in Pasadena, Kalifornien) ist der Künstlername einer US-amerikanischen Pornodarstellerin.

## Leben
Nach ihrer Geburt in den USA zog Kissa Sins im Alter von sechs Jahren mit ihrer Familie nach Toronto (Kanada), wo sie weitere zehn Jahre lebte. Danach arbeitete sie selbstständig unter anderem als Hochzeitsplanerin.
Kissa Sins begann ihre Karriere in der Pornoindustrie, nachdem sie mit dem Darsteller Steve Wolfe (Künstlername: Johnny Sins) zusammen war, den sie über Instagram kennengelernt hatte. Sie debütierte im Alter von 28 Jahren und drehte ihre erste Szene für Brazzers.
Als Pornodarstellerin hat sie für Studios wie Evil Angel, Girlfriends Films, Brazzers, Tushy, Digital Playground, Jules Jordan Video, Erzengel, Girlsway, Hard X, Mile High, Pulse Distribution oder Sweetheart Video gearbeitet.
Mit Johnny Sins entwickelte sie eine Reality-Web-Show über ihr Leben, die sie später zu einer Website und zur Produktionsfirma SinsLife.com ausbauten.
Im August 2017 wurde verkündet, dass Kissa Sins und Johnny Sins einen YouTube-Kanal, SinsTV, starteten. Aktuell hat der Kanal 2,1 Millionen Abonnenten.
Kissa Sins Instagram-Account hat 1,2 Millionen Follower.
Sie hat mehr als 330 Filme gedreht.

## Auszeichnungen
- 2015: Inked Award – Winner Best Ass[1]
- 2017: AVN Award – Winner: Fan Award: Web Queen[2]
- 2018: AVN Award – Winner: Best Girl/Girl Sex Scene, in "I Am Katrina" (zusammen mit Katrina Jade)[3]
- 2019: AVN Award – Winner: Best Girl/Girl Sex Scene, in "Abigail (II)" (zusammen mit Abigail Mac)[4]
- 2019: AVN Award – Winner: Best Three-Way Sex Scene: Girl/Girl/Boy, in "Corruption of Kissa Sins" (zusammen mit Angela White und Markus Dupree)[4]
- 2019: AVN Award – Winner: Best Solo/Tease Performance, in "Corruption of Kissa Sins" (2018)[4]

## Filmografie (Auswahl)
- 2014: Sunset Beach
- 2015: Booty Massage
- 2015: Sins Of Life
- 2015: California Creaming
- 2015: Peep Show Nurses
- 2015: Wash
- 2015: Oil Overload 14
- 2016: 2017 AVN Nominee-DVD: Deepthroat Challenge
- 2016: Deepthroat Challenge BTS
- 2016: The Sins Life 1, 2
- 2016: Deep Throat Specialist
- 2016: Fan Girl Kimmy Granger
- 2016: Fuck Kissas Suck Hole
- 2016: Lovesac Creampie
- 2016: Sins Fuck a Fan
- 2016: Voyeur Cam: Johnny and Kissa
- 2016–2017: Happy Endings 1, 2
- 2017: Creampie for Kissa
- 2017: If the Eyes Didn't See, the Hands Wouldn't Take
- 2017: Episode 2: Creampie Island
- 2017: Sins Life: Sex Tour Round 1 & 2
- 2017: Women Seeking Women 145
- 2017: Finish In My Pussy
- 2017: Footjob Pop
- 2017: Sins Life: Mexico
- 2018: Dirty Talk 6
- 2018: The Corruption of Kissa Sins
- 2018: The Bombshells 8
- 2018: Oil Slick
- 2018: Lesbian Anal Workout
- 2019: Ass Worship 17
- 2019: RK Prime 18
- 2019: Lick Me Till I Cum
- 2019: Interracial Crush 4
- 2019: Throat Fucks 6
- 2019: We Like Girls Project: The Complete First Season
- 2019: Adriana Chechik The Ultimate Slut 2
- 2019: Lady Gonzo: All Anal Showcase
- 2019: Anal Destruction 7
- 2019: Anal Savages 4
- 2019: Yoga Pants 3
- 2019: Oiled Up 6
- 2019: Anal Investigation 2
- 2019: Dredd Up Your Ass 2
- 2019: Creampie Diaries
- 2019: Evil Creampies 2
- 2019: Kissa Sins Anal Creampie
- 2019: Swallowed.com 26
- 2019: Hot Girls With Nice Asses 3
- 2019: True Anal Training 2
- 2019: Blacked Raw 15
- 2019: Outrageous Anal
- 2019: Greedy Bitches
- 2019: Love Song
- 2020: Anal Savages 5
- 2020: Once You Go Black...You Never Go Back 7
- 2020: Real MILFs 8
- 2020: Black Owned 9
- 2021: Pornstars Like It Big 24
- 2021: Kinks & Fetishes
- 2021: Slutty Wife Happy Life 8
- 2021: Hot And Mean 24
- 2021: It Slipped In
- 2021: Hogtied 29: The Pope's Pride
- 2021: Ass-Diction
- 2021: Cumming On The Cleaning Lady
- 2021: Let's Role Play